# The Secret Life of Bees
The Secret Life of Bees (en España, La vida secreta de las abejas; en Hispanoamérica, Sabor a miel) es una película estadounidense producida por Fox, dirigida por Gina Prince-Bythewood y basada en la novela homónima de Sue Monk Kidd. Está protagonizada por Dakota Fanning, Jennifer Hudson, Alicia Keys y Queen Latifah. Las interpretaciones masculinas corren a cargo de Paul Bettany, Nate Parker y Tristan Wilds. La película se estrenó el 17 de octubre de 2008 en los Estados Unidos, en México el 20 de febrero de 2009 y en España en marzo de 2009.

## Sinopsis
Ambientada en Carolina del Sur en 1964, esta es la historia de Lily Owens (Dakota Fanning), una niña de 14 años de edad, quien está obsesionada por el recuerdo de su difunta madre Deborah Owens (Hilarie Burton). Para escapar de su vida solitaria y la conflictiva relación con su padre T-Ray (Paul Bettany), Lily huye con Rosaleen (Jennifer Hudson), su cuidadora y única amiga, a un pueblo de Carolina del Sur que guarda el secreto del pasado de su madre. Admitida por las hermanas inteligentes e independientes Boatwright - Agosto (Queen Latifah), Mayo (Sophie Okonedo) y Junio (Alicia Keys) - Lily encuentra consuelo en su fascinante mundo de la apicultura y se desarrolla un romance con su nuevo amigo Zach (Tristan Wilds). Ella aprende sobre el poder femenino mientras las hermanas Boatwright le muestran su negro de la Virgen María, el pasado de su madre y mucho más.

## Recepción
La vida secreta de las abejas recibió críticas mixtas. Rotten Tomatoes da a la película una puntuación de 58% basada en 136 comentarios, con el consenso de "La vida secreta de las abejas tiene momentos de encanto, pero es en gran medida demasiado sensiblera y demasiado dulce." Escribiendo en The New York Times , el crítico AO de Scott pensó que la película es "una fábula familiar y cansadora". 
La película fue # 3 en la taquilla de América del Norte por su primer fin de semana con $10,527,799. A partir del 13 de diciembre de 2008, la película ha hecho $ 47.270658 millones en los Estados Unidos y Canadá.
La película ganó los premios a la "Película Favorita de Drama" y "Favorite película Independiente" en los 35o Premios Elección del Público, también recibió siete  NAACP Image Award  nominaciones, que incluyen Sobresaliente Película, Mejor Actriz en una Película (Queen Latifah, Dakota Fanning), actor Sobresaliente en una Película ( Nate Parker ), y Mejor Actriz de Reparto en una Película (Alicia Keys, Jennifer Hudson y Sophie Okonedo). La película ganó el Premio Imagen a la Mejor Película.

## Reparto
- Dakota Fanning - Lily Owens
- Queen Latifah - August Boatwright
- Jennifer Hudson - Rosaleen Daise
- Alicia Keys - June Boatwright
- Sophie Okonedo - May Boatwright
- Paul Bettany - T-Ray Owens
- Hilarie Burton - Deborah Owens
- Tristan Wilds - Zach Taylor
- Nate Parker - Neil
- Shondrella Avery - Greta